# شيرود ستيوارت
شيرود ستيوارت (بالإنجليزية: Sherwood Stewart)‏ مواليد 6 يونيو 1946 في تكساس، الولايات المتحدة، هو لاعب كرة مضرب أمريكي سابق كان يلعب باليد اليمنى. هو أحد أبطال الجراند سلام. أعلى تصنيف له في الفردي كان المركز الـ 60 في سنة 1978.

## بطولات حققها
- دورة رولان غاروس الدولية
- بطولة أستراليا المفتوحة للتنس

## روابط خارجية
- شيرود ستيوارت على موقع رابطة محترفي التنس (الإنجليزية)
- شيرود ستيوارت على موقع الاتحاد الدولي لكرة المضرب (الإنجليزية)
- شيرود ستيوارت على موقع كأس ديفيز (الإنجليزية)
- شيرود ستيوارت على موقع خلاصة التنس.كوم (الإنجليزية)